# Thở Kussmaul

Đồ thị so sánh thở Kussmaul và các kiểu thở bệnh lý khác.

Thở Kussmaul là kiểu thở sâu và nặng nhọc, liên quan đến các bệnh lý như nhiễm toan chuyển hóa, đặc biệt là nhiễm toan ceton do đái tháo đường (diabetic ketoacidois, DKA) và suy thận. Đây là một dạng của tăng thông khí.
Ở nhiễm toan chuyển hóa, bệnh nhân thở ban đầu nhanh và nông, nhưng khi nhiễm toan trở nên trầm trọng, nhịp thở sâu và nặng nhọc và hổn hển, gọi là kiểu thở Kussmaul hay nhịp thở Kussmaul.